# Bob Sijthoff
Henri Gregory (Bob) Sijthoff (Wassenaar, 1 september 1944) is een Nederlands zakenman en autocoureur, behorende tot de bekende uitgeversfamilie Sijthoff. In 2008 vroeg hij de rechter om Stichting Wikimedia Nederland het Wikipedia-artikel over hemzelf te laten verwijderen, wat de rechter afwees. Hij werd in 2009 gerechtelijk veroordeeld wegens bedreiging en mishandeling.

## Familie
Bob Sijthoff is een telg uit de bekende uitgeversfamilie Sijthoff. De familie is onder meer bekend van de uitgeverij Luitingh-Sijthoff en diverse regionale kranten zoals de opgeheven Haagsche Courant. De uitgeverij en de Haagsche Courant waren eigendom van Sijthoffs grootvader Henri, maar zijn uiteindelijk in een andere tak van de familie beland.

## Het Financieele Dagblad
De vader van Bob Sijthoff, Henk Sijthoff (1915-2000), was oprichter van de Nederlandse zakenkrant Het Financieele Dagblad. Na een langdurig zakelijk slepende kwestie is deze krant uiteindelijk in 1997 verkocht voor een bedrag van omgerekend 38 miljoen euro. Ruim voor de verkoop was zijn zoon Bob Sijthoff commissaris geworden. Oprichter Henk Sijthoff overleed drie jaar later en zijn zoon Bob erfde een deel van het vermogen. Inmiddels heeft Bob Sijthoff zijn commissariaat van Het Financieele Dagblad beëindigd en zijn belangen in het bedrijf verkocht. Willem Sijthoff, een achterneef van Bob, werd bij de verkoop van Het Financieele Dagblad samen met HAL Investments eigenaar van die krant.

## Veroordelingen
Bob Sijthoff is voor een aantal misdrijven veroordeeld. Op 15 april 2008 werd bekend dat Sijthoff zijn Zwitserse bankier Rolf Hürlimann van de Clariden Bank in 2004 naar zijn kantoor had laten komen. Daar mishandelde hij de bankier en dwong hem om een valse verklaring op te stellen ten gunste van Sijthoff. Hiervoor heeft Sijthoff zich in april 2008 voor de rechtbank in Den Haag moeten verantwoorden. In juli 2004 was Sijthoff reeds door de Zwitserse justitie aangehouden en twee weken vastgezet. Tegen Sijthoff werd 24 maanden cel geëist. Op 11 maart 2009 legde de meervoudige kamer van de rechtbank Den Haag Sijthoff een gevangenisstraf van 18 maanden op, waarvan een half jaar voorwaardelijk, wegens medeplichtigheid aan vrijheidsberoving, mishandeling, bedreiging en iemand dwingen iets tegen zijn wil te doen. Twee handlangers van Sijthoff kregen ook straffen opgelegd. Een van hen kreeg eveneens een celstraf van 18 maanden, waarvan een half jaar voorwaardelijk. Een ander werd veroordeeld tot een werkstraf. Een vierde verdachte die in deze zaak terechtstond, werd vrijgesproken. In hoger beroep werd Sijthoff in 2013 uiteindelijk veroordeeld tot een jaar onvoorwaardelijke gevangenisstraf.
In een artikel in Quote in juli 2006 stelt Jort Kelder dat uit kadastergegevens bleek dat Sijthoff in maart 2001 twee parterrewoningen in de Gerrit van der Veenstraat te Amsterdam uit het bezit van Willem Endstra kocht voor zijn kinderen. Buren waren onder andere Stanley Hillis en Dino Soerel. Volgens een vertrouweling van Endstra zou Willem Holleeder zich met de verkoop hebben bemoeid en zouden de appartementen aan Sijthoff zijn verkocht voor € 374.369 per stuk; ver onder de marktwaarde. Volgens een anonieme bron zou het verschil zijn weggepoetst doordat Endstra's broer Haico Endstra in Zwitserland een koffertje met 900 duizend gulden van Sijthoff in ontvangst had genomen.
Sijthoff werd in 2012 ten laste gelegd dat hij zich schuldig had gemaakt aan het lekken van voorkennis rond aandelen BinckBank. Het gerechtshof bepaalde in 2013 dat Sijthoff niet schuldig was aan het lekken van voorkennis en daarmee is de aanklacht verworpen.

## Autosport
Bob Sijthoff kwam als sportman samen met zijn zoon Diederik Sijthoff uit in het team van ACS Racing in de Dutch Supercar Challenge. Het team reed in een Marcos Mantis onder startnummer 241. In 2000 nam Sijthoff deel aan het Nederlands Toerwagen-kampioenschap in een Honda Integra op het circuit van Zandvoort samen met zijn teamgenoot Bert Ploeg onder de teamnaam BPR Honda. Op 25 maart 2001 behaalde Bob Sijthoff samen met zijn zoon Diederik de eerste plaats in de eerste race van de Dutch Supercar Challenge.

## Wikipedia
Bob Sijthoff kwam in november 2008 in het nieuws omdat hij niet wilde dat er een artikel over hem op Wikipedia zou staan. Volgens hem bevatte het desbetreffende lemma 'onjuiste en grievende' teksten. Hij liet daarom de Vereniging Wikimedia Nederland en de Stichting Wikimedia Nederland dagvaarden bij de kortgedingrechter en eiste bekendmaking van de personalia van de auteur van het artikel en dat het artikel verwijderd zou worden van Wikipedia. Hij is hiermee de eerste Nederlander die de rechter heeft ingeschakeld om een artikel van Wikipedia verwijderd te krijgen. Op 10 december 2008 heeft de kortgedingrechter het verzoek van Sijthoff afgewezen. Gedaagde stelde dat de juridische verantwoordelijkheid voor inhoud van de artikelen niet in Nederland ligt, maar bij de Amerikaanse Wikimedia Foundation, zodat de verkeerde entiteit is gedaagd. De rechter heeft dit verweer gehonoreerd. Volgens de rechter had de advocaat van Sijthoff onvoldoende aannemelijk gemaakt dat Wikimedia Nederland c.s. zeggenschap heeft over de beschikbaarstelling en de inhoud van de Nederlandstalige versie van Wikipedia.